# Ranunculus yatsugatakensis
Ranunculus yatsugatakensis är en ranunkelväxtart som beskrevs av Masaji Masazi Honda och Kumazawa. Ranunculus yatsugatakensis ingår i släktet ranunkler, och familjen ranunkelväxter. Inga underarter finns listade i Catalogue of Life.